# Roger Bartra
Roger Bartra Murià (Ciudad de México, México, 7 de noviembre de 1942) es un antropólogo, sociólogo y académico mexicano. Es hijo de los escritores catalanes exiliados Anna Murià y Agustí Bartra, que se establecieron en México tras la derrota de la República española a manos del fascismo franquista. 

## Biografía, estudios y docencia
Nació en la Ciudad de México en 1942, hijo de los escritores exiliados españoles Agustí Bartra y Anna Murià, quienes huyeron del franquismo después de la guerra civil española. Desde joven se interesó en la vida política y se inició en el movimiento encabezado por el dirigente campesino Rubén Jaramillo en 1961. Después se afilió al Partido Comunista Mexicano (PCM) y allí impulsó la corriente reformista de orientación socialdemócrata. Dirigió la famosa revista política El Machete. A partir de 1987 abandonó toda militancia política y se mantuvo como intelectual independiente; aunque en años recientes se ha decantado por posiciones antiobradoristas y críticas con movimientos como el EZLN.
Se formó como etnólogo en la Escuela Nacional de Antropología e Historia del Instituto Nacional de Antropología e Historia (INAH) de México y se doctoró como sociólogo en la Sorbona (Universidad de París). Roger Bartra es miembro del Instituto de Investigaciones Sociales en la Universidad Nacional Autónoma de México (UNAM) desde 1971 y desde 2004 es investigador emérito. Durante este tiempo ha desarrollado obra como científico social, como investigador y como ensayista. Roger Bartra ha realizado aportaciones importantes y fundamentales en diversos campos. Como sociólogo y antropólogo, ha producido una obra polifacética de gran originalidad. Ha sido profesor en universidades en Venezuela, Estados Unidos y en Europa.[cita requerida]
Dirigió durante casi seis años la revista cultural La Jornada Semanal y fue el guionista de la película Etnocidio del director Paul Leduc. Es Honorary Research Fellow en el Birkbeck College de la Universidad de Londres. Es investigador emérito del Instituto de Investigaciones Sociales de la UNAM e investigador nivel III del Sistema Nacional de Investigadores. Fue elegido miembro de la Academia Mexicana de la Lengua el 8 de noviembre de 2012.

### El agro mexicano
Las investigaciones sobre el agro mexicano llevadas a cabo por Roger Bartra generaron una importante teoría explicativa sobre la evolución de la sociedad rural mexicana que provocó innumerables debates e inspiró nuevas formas de interpretar la realidad campesina..[cita requerida] Propuso una explicación original para entender la sobrevivencia del campesinado en el seno de una peculiar estructura rural capitalista. Estas aportaciones le merecieron ser aceptado en el Sistema Nacional de Investigadores desde el principio, en 1984, en el nivel más alto. Además de muchos artículos, los resultados de sus investigaciones se publicaron en tres libros: Estructura agraria y clases sociales en México (1974), El poder despótico burgués: Las raíces campesinas de las estructuras políticas de mediación (1977) y Campesinado y poder político (1982). La mayor parte de los textos de estos libros fueron recogidos en inglés en un solo tomo: Agrarian Structure and Political Power in Mexico (1993). El primero de estos libros constituyó originalmente su tesis de doctorado presentada en la [Universidad de París] en 1974.

### Redes imaginarias, teoría política e identidad mexicana
Posteriormente desarrolló una teoría política sobre los procesos de legitimación –basada en sus experiencias europeas– que ayudó a entender el repliegue momentáneo del socialismo y el ascenso del terrorismo en el mundo, así como la influencia de las formas posdemocráticas de mediación. El núcleo de su tesis radica en el uso del concepto de mediación como una estructura compleja que explica la estabilidad, la cohesión y la legitimidad de los sistemas políticos en los países industrializados del siglo XX. Los resultados de este estudio fueron expuestos en un libro escrito en París durante los años 1978-79, durante un período sabático y una estancia de investigación: Las redes imaginarias del poder político (1981), que fue publicado en inglés en 1992. En 1996 preparó una nueva edición corregida y aumentada. Las teorías sobre la mediación política fueron también aplicadas a la realidad mexicana en una serie de ensayos que fueron recopilados bajo el título de La democracia ausente en 1986 y posteriormente, en una edición ampliada y corregida, en 2000. Otra serie de estudios y reflexiones sobre la realidad mexicana, que expanden y refinan sus teorías sobre las redes imaginarias del poder político, fueron realizados durante los años noventa, y recogidos en el libro La sangre y la tinta. Ensayos sobre la condición postmexicana en 1999 (y publicados en inglés como Blood, Ink, and Culture: Miseries and Splendors of the Post-Mexican Condition en 2002). Continuó sus reflexiones y análisis sobre la situación política mexicana en otros dos libros: Fango sobre la democracia (2007) y La fractura mexicana (2009). Se trata de dos libros indipensables para comprender  la transición democrática que se inició en el año 2000.
A partir de sus investigaciones, y con ayuda de las interpretaciones teóricas que desarrolló, Roger Bartra tuvo el acierto de reabrir críticamente un problema que se creía enterrado. En los años ochenta, con sus estudios sobre la identidad nacional mexicana, demostró que el sistema político mexicano se encaminaba hacia su extinción. Su libro La jaula de la melancolía (1987, traducida al inglés en 1992) se ha convertido en un texto clásico que ofrece una nueva visión de la identidad nacional, al superar las antiguas interpretaciones esencialistas o funcionalistas. Posteriormente publicó una secuela de estudios y reflexiones sobre el mismo tema en Oficio mexicano:  miserias y esplendores de la cultura (1993).

### Mitos de la modernidad occidental
Posiblemente la más valiosa aportación de Roger Bartra lo constituyen sus amplias investigaciones históricas sobre los mitos de lo salvaje, contrapunto indispensable para entender lo civilizado. En estos trabajos intenta criticar las tradiciones estructuralistas y proponer una interpretación evolucionista de nuevo tipo. Con estos estudios intenta posicionarse en una perspectiva teórica de corte interpretativo y socio-histórico, así abona al debate y proponer una alternativa a las teorías estructuralistas, tanto de signo marxista como funcionalista. Los resultados de estas investigaciones fueron publicados en dos libros: El salvaje en el espejo (1992) y El salvaje artificial (1997). Ambas obras existen en inglés:  Wild Men in the Looking Glass: The Mythic Origins of European Otherness (1994) y The Artificial Savage: Modern Myths of the Wild Man (1997).
Una de las características del trabajo de Roger Bartra es su curiosidad para explorar territorios no canónicos dentro de las Ciencias Sociales con los que aporta interpretaciones interesantes a problemas que previamente ya han sido discutidos. En una de estas exploraciones, la más reciente, Roger Bartra realizó investigaciones orientadas a descodificar un gran mito occidental: la melancolía. Su estudio Cultura y melancolía: las enfermedades del alma en la España del Siglo de Oro (2001) llena un vacío y además consolida una nueva forma de interpretar la historia de la cultura y de la ciencia. Sus estudios sobre la melancolía en la cultura occidental fueron continuada en un libro de 2004 titulado El duelo de los ángeles: locura sublime, tedio y melancolía en el pensamiento moderno, donde reflexiona sobre Immanuel Kant, Max Weber y Walter Benjamin.

### La teoría del exocerebro
Hay que agregar las investigaciones que ha realizado sobre los vínculos entre la cultura y las redes neuronales, una nueva veta en su pensamiento. En su libro Antropología del cerebro: la conciencia y los sistemas simbólicos (2006) ofrece una novedosa interpretación del problema de la conciencia, que ha sido enormemente discutido por los neurocientíficos. Bartra desarrolla la hipótesis de que el funcionamiento del cerebro humano no se puede entender cabalmente sin examinar también su estrecha conexión con un conjunto de prótesis culturales, a las que define como un exocerebro.

## Premios y distinciones
Su meritoria labor fue recompensada con el Premio Universidad Nacional en 1996, así como con el Homenaje Nacional de Periodismo Cultural “Fernando Benítez” en 2009 y su nombramiento como Investigador Emérito del Instituto de Investigaciones Sociales de la UNAM en 2004. En 2013 fue seleccionado ganador del Premio Nacional de Ciencias y Artes en el área de Historia, Ciencias Sociales y Filosofía que otorga anualmente la Secretaría de Educación Pública. La UNAM le otorgó el título de doctor honoris causa en 2015. El 2016 recibió el Premio Internacional Eulalio Ferrer en reconocimiento a su trayectoria de vida como humanista, líder e integrador.

### En español
- 2024. Ecos de la melancolía. Un viaje musical, Anagrama, Barcelona.
- 2024. Antropología del cerebro. Conciencia, cultura y libre albedrío (versión ampliada), Grano de Sal, México
- 2024. Ecos de la melancolía. Un viaje musical, Anagrama, Barcelona.
- 2023. El mito del hombre lobo, Anagrama, Barcelona.
- 2022. Mutaciones. Autobiografía intelectual, Debate, Penguin/Random House, México.
- 2022. El mito del salvaje (nueva edición ampliada), Siglo XXI Editores en coedición con la UNAM y el INAH.
- 2021. Regreso a la jaula. El fracaso de López Obrador, Debate, Penguin/Random House, México.
- 2019. Chamanes y robots: Reflexiones sobre el efecto placebo y la conciencia artificial, Anagrama, Barcelona.
- 2018. Los salvajes en el cine. Notas sobre un mito en movimiento, Fondo de Cultura Económica, México.
- 2018. La democracia fragmentada, Penguin/Random House, México.
- 2017. La melancolía moderna, Fondo de Cultura Económica, México.
- 2017. Arqueología y sociedades antiguas, Escuela Nacional de Antropología e Historia, México.
- 2017. Historias de salvajes, Siglo XXI Editores, México.
- 2016. De la revolución a la armonía. Diario de un viaje de estudios a China, Cuadernos de la Coordinación de Humanidades, UNAM, México.
- 2014. Antropología del cerebro. Conciencia, cultura y libre albedrío, Pre-Textos, Valencia y Fondo y Cultura Económica, México.
- 2014. Digitalizados y apantallados, libro electrónico, Debate, Penguin Random House, México.
- 2013. Cerebro y libertad. Ensayo sobre el determinismo, la moral y el juego, Fondo de Cultura Económica, México.
- 2012. La sombra del futuro. Reflexiones sobre la transición mexicana, Fondo de Cultura Económica, México.
- 2011. El mito del salvaje . Fondo de Cultura Económica (reúne en un solo tomo los dos libros sobre salvajes, edición corregida), México.
- 2011. Axolotiada. Vida y mito de un anfibio mexicano (en colaboración con Gerardo Villadelángel Viñas), Fondo de Cultura Económica / Instituto Nacional de Antropología e Historia, México.
- 2010. Las redes imaginarias del poder político, nueva edición aumentada, Editorial Pre-Textos, Valencia.
- 2009. La fractura mexicana: izquierda y derecha en la transición mexicana. Random House Mondadori, México.
- 2007. Territorios del terror y la otredad. Ensayos de cultura política, Editorial Pre-Textos, Valencia.
- 2007. Fango sobre la democracia. Textos polémicos sobre la transición mexicana. Temas de hoy, Editorial Planeta, México
- 2006. Antropología del cerebro. La conciencia y los sistemas simbólicos, Pre-Textos, Valencia. (Edición latinoamericana del FCE, México, 2007).
- 2006. Culturas líquidas en La tierra baldía/Liquid Cultures in The Waste Land, Edición bilingüe, Centre de Cultura Contemporània de Barcelona.
- 2004. El duelo de los ángeles. Locura sublime, tedio y melancolía en el pensamiento moderno, Editorial Pre-Textos, Valencia. (Edición latinoamericana del FCE, Bogotá).
- 2001. Cultura y melancolía. Las enfermedades del alma en la España del Siglo de Oro, Anagrama, Barcelona.
- 2000. Jaula de ensayos. Selección de textos acompañados de un disco compacto. Voz Viva de México, Universidad Nacional Autónoma de México.
- 2000. La democracia ausente (nueva edición corregida), Océano, México.
- 1999. La sangre y la tinta. Ensayos sobre la condición postmexicana, Océano, México.
- 1998. El Siglo de Oro de la melancolía. Textos españoles y novohispanos sobre las enfermedades del alma, Departamento de Historia, Universidad Iberoamericana, México.
- 1997. El salvaje artificial, Era/UNAM, México (edición española en Ediciones Destino, Barcelona, 1997).
- 1996. Las redes imaginarias del poder político, nueva edición corregida, revisada y aumentada, Océano, México.
- 1993. Oficio mexicano: miserias y esplendores de la cultura, Grijalbo, México.
- 1992. El salvaje en el espejo, Era/UNAM, México [edición española en Ediciones Destino, Barcelona, 1996].
- 1987. La jaula de la melancolía, Grijalbo, México.
- 1986. La democracia ausente, Grijalbo, México.
- 1982. Campesinado y poder político en México, Era, México.
- 1982. El reto de la izquierda, Grijalbo, México.
- 1981. Las redes imaginarias del poder político, Era, México.
- 1977. El poder despótico burgués: Las raíces campesinas de las estructuras políticas de mediación, Península, Barcelona.
- 1975. Marxismo y sociedades antiguas, Grijalbo, México.
- 1974. Estructura agraria y clases sociales en México, Era, México.
- 1973. Breve diccionario de sociología marxista, Grijalbo, México.
- 1964. La tipología y la periodificación en el método arqueológico, SAENAH, México.

### En inglés
- 2024. The Myth of the Werewolf, Palgrave Historical Studies in Witchcraft and Magic, Macmillan, London.
- 2024. Shamans and Robots. On Ritual, the Placebo Effect, and Artificial Consciousness, A Univocal Book, University of Minnesota Press, Minneapolis.
- 2018. Angels in Mourning: Sublime Madness, Ennui, and Melancholy in Modern Thought, Reaktion Books, London.
- 2014. Anthropology of the Brain: Consciousness, Culture, and Free Will, Cambridge University Press, Cambridge.
- 2013. The Mexican Transition. Politics, Culture, and Democracy in the Twenty-First Century, Iberian and Latin American Studies series, Wales University Press, Cardiff.
- 2012. The Imaginary Networks of Political Power. A new revised and expanded edition, La Jaula Abierta/Fondo de Cultura Económica, México.
- 2008. Melancholy and Culture: Diseases of the Soul in Golden Age Spain, Iberian and Latin American Studies series, University of Wales Press, Cardiff.
- 2002. Blood, Ink, and Culture: Miseries and Splendors of the Post-Mexican Condition, Duke University Press, Durham.
- 1997. The Artificial Savage. Modern Myths of the Wild Man, Michigan University Press, Ann Arbor.
- 1994. Wild Men in the Looking Glass. The Mythic Origins of European Otherness, Michigan University Press, Ann Arbor.
- 1993. Agrarian Structure and Political Power in Mexico, Johns Hopkins University Press, Baltimore.
- 1992. The Cage of Melancholy. Identity and Metamorphosis in the Mexican Character, Rutgers University Press, New Brunswick.
- 1992. The Imaginary Networks of Political Power, Rutgers University Press, New Brunswick.

### En italiano
- 2018. Il lutto degli angeli. Follia sublime, noia e malinconia nel pensiero moderno, Editpress, Firenze.
- 2015. I territori del terrore e della'alterità, Mimesis, Milano.
- 2014. Antropologia del cervello. La coscienza e i sistemi simbolici, Editpress, Firenze.
- 2012. Malinconia e cultura. Le malattie dell'anima nella Spagna del Secolo d'Oro, CUEC Editrice, Cagliari.
- 2010. La gabbia della malinconia. Identità e metamorfosi del messicano , Edizioni Noubs, Chieti.

### En catalán
- 1985. Les xarxes imaginaries del poder polític, Empuries, Barcelona.

### En coreano
- 2015. 새장에 갇힌 멜랑콜리.멕시코인의 정체성과 탈바꿈 [La jaula de la melancolía, edición coreana), traducido por Chang Min Kim, 그린비(그린비라이프 [Greenbee Publishing], Seúl.

### En chino
- 2024. 忧郁的牢笼。墨西哥人的身份与异变 (La jaula de la melancolía, edición china), traducido por 万戴 (Wan Dai), 北京大学出版社 (Peking University Press), Pekín.